# Regatul Ungariei (1920–1944)
Regatul Ungariei care a existat între 1920 și 1944, a fost monarhia condusă de regentul Miklós Horthy, care-l reprezenta în mod oficial pe regele ungar abdicat. Încercările regelui Carol al IV-lea de revenire pe tronul Ungariei au fost împiedicate de amenințările cu războiul din partea statelor succesoare ale Imperiului austro-ungar, dar și de lipsa de sprijin din partea lui Horthy. Regatul Ungariei a fost semnatar al Pactului tripartit și prin aceasta un membru al Axei în timpul celui de-al Doilea Război Mondial. În 1944, Germania Nazistă a ocupat și desființat de facto regatul Ungariei, înlocuindu-l cu un stat-marionetă efemer.

## Fondare
După retragerea armatei române din 1920, care ocupase Budapesta în timpul luptelor cu regimul comunist al lui Béla Kun, țara a fost răvășită de un război civil, în timpul căruia forțele anticomuniste și monarhiste au epurat cu violență din societatea maghiară comuniștii, intelectualii de stânga și pe alții pe care îi considerau o amenințare, printre care și pe unii evrei.
La sfârșitul anului 1920, s-a format și a preluat puterea o coaliție a forțelor politice de dreapta, care au proclamat Ungaria monarhie constituțională. Alegerea unui nou rege a fost amânată pentru a evita conflictele externe, luându-se în schimb decizia de numire a unui regent, care să reprezinte monarhia. În funcția de regent a fost numit fostul amiral austro-ungar Miklós Horthy, care a rămas de altfel șeful statului maghiar până la abdicarea acestuia în 1944.

## Guvernarea

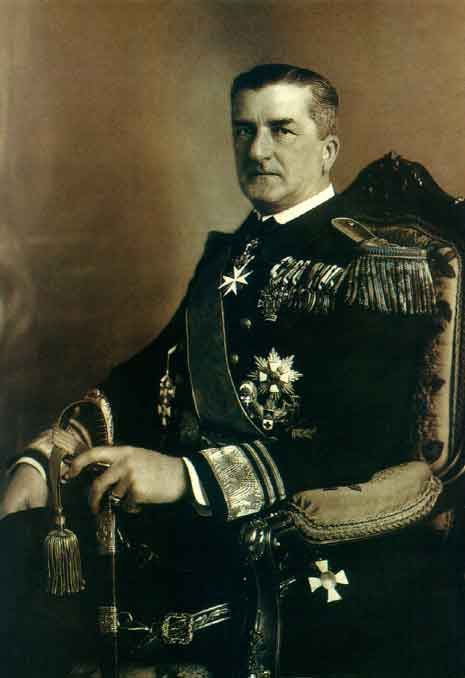
Miklós Horthy, regentul Ungariei.

Primii zece ani ai regatului restaurat au fost marcați de frustrarea pierderilor suferite ca urmare a Primului Război Mondial printre altele și cu o creștere a represiunii împotriva minorităților naționale care au rămas în teritoriul redus al Ungariei. Au fost emise decrete de limitare a numărului de evrei cărora li se permitea să studieze la universități, iar pedepsele corporale au fost legalizate. În timpul guvernării prim-ministrului István Bethlen au avut loc falsificări ale rezultatelor alegerilor, în special în zonele rurale, ceea ce a permis partidului său, Partidul Unități, să se păstreze la putere o perioadă îndelungată. Bethlen a făcut eforturi pentru revizuirea Tratatului de la Trianon. După colapsul economic din perioada crizei din 1929 – 1931, Bethlen a fost obligat să demisioneze din funcția de premier.
Condițiile sociale din regat nu s-au îmbunătățit odată cu trecerea timpului, pe lângă faptul că multe resurse au fost limitate prin cedările teritoriale, o mică parte a populației controla cea mai mare parte a avuției naționale.
Situația disperată l-a forțat pe regentul Horthy să accepte în funcția de premier pe politicianul de extremă-dreapta Gyula Gömbös, acesta luându-și angajamentul să păstreze sistemul politic existent în acel moment. Gömbös a fost de acord să abandoneze linia sa politică extremistă antisemită și să relaxeze atitudinea statului față de evrei.
Odată venit la putere, Gömbös a căutat prin toate mijloacele să transforme Ungaria într-un stat totalitar cu un singur partid politic, după modelele Italiei Fasciste și Germaniei Naziste. Presiunile pentru implementarea unei politici antisemite exercitate de Germania au dus în cele din urmă la demisia lui Gömbös, în Ungaria fiind declanșată prigoana evreilor prin emiterea unei serii de legi discriminatorii. La început, legile prevedeau o limitare de 20% din numărul total de practicanți a unor anumite profesii. Mai apoi, evreii au devenit țapii ispășitori pentru falimentul economic maghiar și au fost deportați în lagărele de muncă.
În 1944, în timp ce Armata Roșie înainta spre vest, Miklos Horthy l-a destituit pe premierul fascist al țării Döme Sztójay și a numit un prim-ministru antifascist, pe Géza Lakatos, într-o încercare de trecere a țării de partea Aliaților. Această mișcare politică ar fi trebuit să împiedice ocuparea țării de Uniunea Sovietică. La scurtă vreme după schimbarea premierului, Germania Nazistă l-a detronat pe Horthy ca regent și a creat un regim marionetă pronazist în frunte cu Ferenc Szálasi, liderul partidului fascist Partidul Crucilor cu Săgeți.

## Economia
Pierderile teritoriale datorate Tratatului de la Trianon din 1920 au produs Ungariei pierderi a unor zone agricole și industriale importante, economia devenind dependentă de exporturile de produse agricole. Această situație a fost agravată de criza economică mondială declanșată în 1929, în timpul căreia prețul grâului a scăzut dramatic. Țăranii maghiari au fost obligați să practice o  agricultura de subzistență pentru a supraviețui. Șomajul a crescut rapid, iar condițiile de viață s-au înrăutățit odată cu scăderea salariilor și introducerea unor reduceri bugetare succesive.
Începând cu mijlocul deceniului al patrulea și continuând cu primii ani ai deceniului următor, economia Ungariei s-a refăcut, în parte și datorită relațiilor cu Germania, devenind însă dependentă de schimburile cu Reich-ul.

## Politica externă
În ciuda naționalismului în creștere, delegația Ungariei a semnat Tratatul de la Trianon pe 4 iunie 1920, după aproape doi ani de la încetarea războiului. Tratatul de pace reducea în mod semnificativ dimensiunile Statului maghiar, față de suprafața pe care o avusese în componența Imperiului austro-ungar. Transilvania (și o parte a Banatului) a devenit parte a României; Slovacia a devenit parte a noului stat Cehoslovacia; Croația, Slavonia și Voivodina au devenit parte a Regatului Sârbilor, Croaților și Slovenilor (din 1939, Iugoslavia); iar Ținutul Cetăților (Burgenland) a fost anexată chiar de Austria.
Ungaria, în fruntea căreia a venit o serie de premieri de dreapta și extremă dreapta naționaliști, a încercat fără întrerupere să obțină revizuirea Tratatului de la Trianon. Astfel, au fost stabilite legături strânse cu regimurile din Italia și Germania, cu care de altfel s-a și aliat în timpul celui de-al Doilea Război Mondial. Chiar înainte de dezlănțuirea celui de-Al doilea război mondial, Ungaria s-a folosit de relațiile strânse pe care le avea cu Germania pentru a anexa Regiunea Subcarpatica și alte părți din teritoriul Slovaciei, ca urmare a înțelegerilor primului arbitraj de la Viena.

## Al Doilea Război Mondial
În 1940, Regatul Ungariei s-a alăturat Axei cu condiția retrocedării Transilvaniei. Führer-ul Adolf Hitler a ajutat Ungaria să primească doar o parte a teritoriului revendicat, numită de obicei "Transilvania de Nord", evitând în același timp un război cu România și asigurând Germaniei accesul strategic spre câmpurile petroliere din zona Ploiești. În schimb, Hitler a impus Ungariei să se conformeze politicii militare și rasiale naziste. Guvernul de extremă dreapta maghiar, care implementase deja de-a lungul timpului o serie de legi antisemite, a colaborat într-o oarecare măsură cu naziștii la deportarea evreilor.
Ungaria s-a alăturat Germaniei și Italiei în timpul invadării Iugoslaviei din 1941. Drept răsplată pentru participare sa la război, Ungaria a primit cea mai mare parte a  Voivodinei. Pretențiile Ungariei de reatașare a  Croației au fost zădărnicite de proclamarea  independenței acesteia din urmă și de alianța germano-română împotriva Uniunii Sovietice. Temându-se că Germania va înceta să sprijine Ungaria în favoarea noului său aliat, România, guvernul de la Budapesta a fost de acord cu trimiterea unui anumit număr de soldați maghiari pe frontul antisovietic. În timpul bătăliei de la Stalingrad, armata maghiară a pierdut un mare număr de soldați, căzuți morți sau prizonieri.
Din a doua jumătate a anului 1944, forțele sovietice înaintau spre vest, apropiindu-se primejdios de mult de granițele Ungariei. Într-o încercare de evitare a ocupării țării de către Uniunea Sovietică, Ungaria a avut o tentativă de trecere de partea Aliaților. Pentru a preveni o situație similară cu cea a  pierderii României ca aliat, Germania nazistă a răspuns imediat, ocupând Ungaria și înființând un stat-marionetă efemer, care a continuat pentru puțină vreme războiul de partea naziștilor. În acest scurt răstimp s-a accelerat mult și procesul de deportare a evreilor din Ungaria în lagărele de exterminare ca parte a Holocaustului.